# Aegiceras
Aegiceras es un género de arbustos de la familia Primulaceae, subfamilia Myrsinoideae.  Comprende 12 especies descritas y de estas, solo 2 aceptadas.

## Descripción
Es un género de árboles y arbustos que se encuentran en el Sudeste de Asia, Malasia, Australia y las islas del Pacífico. Se producen en las zonas costeras o zonas de estuario. 

## Taxonomía
El género fue descrito por Joseph Gaertner y publicado en De Fructibus et Seminibus Plantarum. . . . 1(1): 216. 1788. La especie tipo es: Aegiceras majus Gaertn.   = Aegiceras corniculatum Blanco

## Especies aceptadas
A continuación se brinda un listado de las especies del género Aegiceras aceptadas hasta noviembre de 2013, ordenadas alfabéticamente. Para cada una se indica el nombre binomial seguido del autor, abreviado según las convenciones y usos.
- Aegiceras corniculatum Blanco
- Aegiceras floridum Roem. & Schult.